# 8 de juliol
El 8 de juliol és el cent vuitanta-novè dia de l'any del calendari gregorià i el cent norantè en els anys de traspàs. Queden 176 dies per finalitzar l'any.

## Esdeveniments
Països Catalans
- 1421 - Nàpols: Alfons IV el Magnànim és reconegut hereu i lloctinent general del regne.
- 1708 - Tortosa: L'exèrcit francès ocupa la ciutat després del Setge de Tortosa (1708) durant la Guerra de Successió a Catalunya.
- 1837 - Castelló de la Plana (la Plana Alta): els carlins no poden ocupar la ciutat durant la batalla de Castelló i s'han de retirar a València durant l'Expedició Reial de la Primera Guerra Carlina.
- 1903 - Barcelona: obre l'Ateneu Enciclopèdic Popular.
- 1908 - Barcelona: es funda l'Esbart Català de Dansaires.[1]
- 1922 - Barcelona: als locals del CADCI, Francesc Macià funda l'organització independentista Estat Català, seguint el precedent de la Federació Democràtica Nacionalista.[2]
- 1923 - Creació de la Unió Socialista de Catalunya (USC) va ser un partit polític català d'esquerres[3]
- 2004 - Barcelona: hi comença el Parlament de les Religions del Món que es desenvoluparà en el Fòrum Universal de les Cultures 2004 fins al dia 13 de juliol.
- 2007 - Catalunya: nova campanya Mulla't per l'Esclerosi Múltiple a més de 600 piscines, i amb més de 70.000 participants.

Resta del món
- 1775 - Alger (Algèria): La flota espanyola fa l'Expedició contra Alger per a conquerir la ciutat però aquesta acaba fracassant.
- 1758 - Ticonderoga (estat de Nova York, EUA): les tropes franceses guanyen tot i que tenien inferioritat de forces la batalla de Fort Carillon en el curs de la Guerra Franco-Índia.
- 1808 - Constitució de Baiona.
- 1853 -Tòquio (Japó):El comodor Matthew Perry arribà prop de l'actual Tòquio sent rebut per representants del shogunat Tokugawa, que l'aconsellaren que viatgés cap a Nagasaki, l'únic port japonès obert pels estrangers en aquella època. Perry refusà la idea i demanà permís per presentar la carta escrita pel president nord-americà Millard Fillmore a l'emperador, amenaçant d'usar la força armada si no se l'hi concedia.[4]
- 1889 - Nova York (Estats Units): primer número del diari financer The Wall Street Journal.
- 1879 - San Francisco: el vaixell USS Jeannette salpa iniciant una expedició malmesa fins al pol Nord.
- 1933 - Es disputa ek primer partit amistós de rugbi entre els Wallabies d'Austràlia i els Springboks de Sud-àfrica es juga en l'Estadi Newlands a Ciutat del Cap.
- 1948 - La força aèria dels Estats Units accepta les seves primeres dones reclutes en un programa que es diu Dones en la Força Aèria (WAF).
- 1994 - Kim Jong-il, comença a assumir el lideratge suprem de Corea del Nord després de la mort del seu pare, Kim Il-sung.
- 2024 - Kíiv, Ucraïna: L'hospital infantil Okhmatdit és parcialment destruït després de rebre un atac amb míssils russos de creuer Kh-101.[5]

## Naixements
Països Catalans
- 1913 - València: Alejandra Soler Gilabert, mestra valenciana durant la Segona República Espanyola (m. 2017).[6]
- 1920 - Granollers, Vallès Oriental: Ricard Pedrals i Blanxart, pedagog català.

- 1923 - Benicarló, Plana Baixa: Manuel Alvar López, filòleg, dialectòleg i catedràtic valencià.
- 1948 - Cervelló, Baix Llobregat: Carles Camps Mundó, poeta català.
- 1958 - València: Nuria Espí de Navas, política valenciana, diputada a les Corts Valencianes.[7]
- 1964 - Palma, Mallorca: Joan Valent, músic mallorquí.

Resta del món
- 1048 - Lieja, principat de Lieja: Wazon, príncep-bisbe.
- 1593 - Roma: Artemisia Gentileschi, pintora caravaggista italiana (m. vers el 1654).[8]
- 1621 - Château-Thierry, Aisne (França), Jean de La Fontaine, poeta, moralista, dramaturg, llibretista i escriptor francès (m. 1695).[9]
- 1836 - Londres (Anglaterra): Joseph Chamberlain, líder britànic de gran influència en política exterior (m. 1914).[10]
- 1839 - Richford, Nova York (EUA): John D. Rockefeller, empresari i filantrop estatunidenc. Fundador de la Standard Oil Company (m. 1937).[11]
- 1851 - Nash Mills, (Anglaterra): Sir Arthur Evans, arqueòleg i escriptor britànic, descobridor del Palau de Cnossos (m. 1941).[12]
- 1867 - Königsberg: Käthe Kollwitz, pintora, gravadora i escultora expressionista alemanya (m. 1945).[13]
- 1870 - Berlínː Gertrud Grunow, música i pedagoga alemanya a la Bauhaus (m. 1944).[14]
- 1882 - Melbourne, Austràlia: Percy Aldridge Grainger, compositor i pianista australià (m. 1961).[15]
- 1885 - Ludwigshafen, Renània-Palatinat: Ernst Bloch, filòsof alemany marxista (m. 1977).[16]
- 1892 - Hampshire (Anglaterra): Richard Aldington, el nom de pila del qual va ser Edward Godfree Aldington, escriptor i poeta Britànic (m. 1962).[17]
- 1893 - Villajimena, Palència: Isabel Esteban Nieto, mestra republicana assassinada als inicis de la Guerra Civil espanyola (m. 1936).[18]
- 1895 - Vladivostok, Imperi Rus: Ígor Tamm, físic soviètic.
- 1900 - Nova Jersey, Estats Units: George Antheil, pianista i compositor estatunidenc (m. 1959).[19]
- 1904 -Nancy (França): Henri Cartan, matemàtic francès (m. 2008).
- 1908 - Bar Harbor, Maine (EUA): Nelson Aldrich Rockefeller, va ser un polític estatunidenc i Vicepresident dels Estats Units entre 1974 i 1977 (m. 1979).[20]
- 1919 - Solingen, República de Weimar: Walter Scheel, polític alemany.[21]
- 1921 - París, França: Edgar Morin, filòsof francès.
- 1926 - Zúric: Elisabeth Kübler-Ross, psicòloga suïssa-americana, escriptora, pionera en l'estudi d'experiències properes a la mort.[22]
- 1928 - Sydney, Austràlia: David Brockhoff, jugador de rugbi, entrenador, administrador i home de negocis australià.
- 1934 - Santiago de Xile: Raquel Correa, periodista xilena (m. 2012).[23]
- 1944 - Deir Ghassana, Cisjordània: Mourid al-Barghouti, escriptor i poeta palestí.
- 1945 - Sion (Valais): Micheline Calmy-Rey, política suïssa.[24]
- 1950 - Voorburg: Maria van Daalen, poetessa i escriptora neerlandesa.[25]
- 1951 - Santa Monica: Anjelica Huston, actriu, directora i productora estatunidenca.[26]

- 1958 - Filadèlfia, Estats Units: Kevin Bacon, actor i músic estatunidenc.
- 1976 - Whatstandwell, Derbyshire: Ellen MacArthur, navegant anglesa, especialista en rutes de llarga distància en solitari.[27]
- 1985 - Santiago de Xile, Xile: Camila Moreno, cantautora xilena.[28]
- 1990 - Buenos Aires, Argentina: Nicolás Colazo, futbolista argentí.

## Necrològiques
Països Catalans
- 1901 - Barcelona: Joan Mañé i Flaquer, periodista i escriptor català (n. 1823).[29]
- 1918 - Barcelona: Eusebi Güell i Bacigalupi, industrial, polític i mecenes català (n. 1846).
- 1981 - la Bisbal d'Empordà: Conrad Saló i Ramell, compositor de sardanes.
- 1984 - Serinyà: Josep Maria Corominas Planellas, metge i prehistoriador.
- 2001 - Barcelona: Jordi Vendrell, periodista radiofònic i productor musical català.[30]
- 2013 - Buenos Aires, Argentina: Joaquim Piña i Batllevell, jesuïta català.
- 2015 - Aiguaviva: Leopold Rodés i Castañé, empresari i advocat català (n. 1935).
- 2024 - Barcelona: Marta Ferrusola i Lladós, muller del 126è president de la Generalitat de Catalunya, Jordi Pujol (n. 1935).[31]

Resta del món
- 1641 - Anvers (Flandes): Balthasar Moretus, impressor i editor flamenc (n. 1574).
- 1695 - l'Haia, Països Baixos: Christiaan Huygens, matemàtic, físic i astrònom neerlandès (n. 1629).[32]
- 1823 - Edimburg, Escòcia: Henry Raeburn, pintor escocès especialitzat en retrats de personatges (n. 1756).[33]
- 1827 - Lisboa, Portugal: Francesc de Paula Martí Mora, gravador i estenògraf espanyol, introductor de l'estenografia a Espanya.
- 1913 - Ontario, Canadà: Louis Hémon, escriptor francès (n.1880).[34]
- 1916 - Kassel: Hermann Gehrmann, músic i estudiós musical.
- 1927 - Berlín: Rudolf von Milde, baríton alemany.
- 1937 - Sant Sebastià: Buenaventura Zapirain Uribe, compositor i organista basc.[35]
- 1939 - Hintlesham, Suffolk (Anglaterra): Havelock Ellis, sexòleg, metge i activista social britànic (n. 1859).[36]
- 1943 - prop de Metz (França): Jean Moulin, heroi de la resistència francesa.
- 1956 - Florència, Toscana (Itàlia): Giovanni Papini, escriptor italià (n. 1881).[37]
- 1967 - Londres, Anglaterra: Vivien Leigh, actriu anglesa de teatre i cinema.[38]
- 1977 - Santa Fe (Nou Mèxic): Katherine Stinson, pionera de l'aviació.
- 1979 -
  - Tòquio, Japó: Sin-Itiro Tomonaga, físic japonès, guardonat amb el Premi Nobel de Física de 1965 (n. 1906).[39]
  - Londres, Anglaterra: Michael Wilding, actor anglès.
  - Cambridge, Massachusetts (EUA): Robert Burns Woodward, químic estatunidenc, Premi Nobel de Química de l'any 1965 (n. 1917).[40]
- 1982 - Rockville, Maryland: Virginia Hall, espia nord-americana durant la Segona Guerra Mundial (n. 1906).[41]
- 1985 - Cambridge, Massachusetts, Estats Units: Simon Kuznets, economista i professor universitari estatunidenc, d'origen rus, guardonat amb el Premi Nobel d'Economia de 1971.[42]
- 1987 - Madrid (Espanya): Gerardo Diego Cendoya, poeta i escriptor espanyol pertanyent a l'anomenada Generació del 27 (n. 1896).[43]
- 1994 - Pyongyang (Corea del Nord): Kim Il-sung (en coreà: 김일성), fou el primer líder de la República Democràtica Popular de Corea,d'ençà la seva fundació el 1948, fins a la seva mort (n. 1912).[44]
- 2017 - Roma: Elsa Martinelli, actriu italiana (n. 1935).[45]
- 2020 - Canton, Xinaː Flossie Wong-Staal, viròloga i biòloga molecular xinesa-estatunidenca, primera científica a clonar el VIH (n. 1947).[46]

## Santoral
Les dates entre parèntesis corresponen a l'any de la mort de la persona citada.
Església Catòlica
- Sants al Martirologi romà (2011):
  - Àquila i Priscil·la, dos dels Setanta deixebles (ca. 60);
  - Glicèria d'Heraclea, màrtir (s. I);
  - Pancraç de Taormina, bisbe (s. I);
  - Procopi d'Escitòpolis, màrtir (s. III);
  - Auspici de Toul, bisbe (ca. 475);
  - Quilià, Colman i Totnan de Würzburg, màrtirs (689);
  - Landrada de Munsterbilzen, abadessa (690);
  - Disibod de Nahe, eremita (s. VII); Màrtirs del Monestir d'Abraham de Constantinoble (segle ix);
  - Adrià III (885);
  - Vitburga de Dereham, abadessa (+ 743)
  - Joan Wu Wenyin, màrtir (1900).
- Beats al Martirologi romà (2011):
  - Beat Eugeni III, papa (1153);
  - Beat Manci Araki, màrtir (1626);
  - Beat Pierre Vigne, prevere, fundador de la Congregació del Sant Sagrament (1740).
- Sants, beats, etc., no inclosos al Martirologi:
  - Sant Palmeri d'Oristany, màrtir (303);
  - Sant Apol·loni de Benevent, bisbe (362);
  - Sant Llorenç de Farfa, abat (s. V);
  - Sant Ampeli de Milà, bisbe (s. VII) (a l'Església Ambrosiana);
  - Sant Grimbald de Winchester, abat (903);
  - Sant Edgard d'Anglaterra, rei (975);
  - Sant Sunniva de Selje, verge i màrtir (980);
  - Sant Albert de Gènova, monjo eremita (1180);
  - Sant Il·luminat de Rieti, eremita (segle xiii);
  - Sant Urith de Chittlehampton, verge màrtir; translació de les relíquies de Bàrbara de Nicomèdia.
  - Sant Hug d'Urgellès, sant llegendari.
  - Beat Pere Cendra, dominic (m. 1244);
  - Beat Benet d'Alignan, bisbe de Marsella (1268);
  - Beat Juli de Montevergine, monjo (s. XVI).
  - Venerable Pere l'Ermità (1115); Adolf IV de Schauenburg, comte i prevere (1261)
  - Venerats a l'Orde de Sant Domènec: Hadrian Fortescue, màrtir (1539).
  - Venerats a l'Orde de Sant Francesc: Gregorio Grassi, bisbe màrtir, i Marie-Ermelline Grivot, monja màrtir.

Església Ortodoxa Armènia
- 19 Margats: correspon al 25 de juny del calendari julià
  - Sants: Febrònia de Nisibis, verge màrtir;
  - Focas de Pomepeiòpolis, màrtir;
  - Timó de Bostra, bisbe.

Església Copta
- 1 Abib: Afrònia, verge màrtir; Bioca i Banamó de Tuna, preveres; Febrònia de Nisibis, màrtir.

Església Ortodoxa d'Etiòpia
- 1 Hamle: Gabra Madhen, monjo

Església Ortodoxa Síria
- Sants: Febrònia de Nisibis, màrtir; Joan el Baptista, profeta, màrtir; Tomàs de Germanícia, bisbe (542)

Església Ortodoxa (segons el calendari julià)
- Se celebren els corresponents al 21 de juliol del calendari gregorià.

Església Ortodoxa (segons el calendari gregorià)
- Corresponen als sants del 25 de juny del calendari julià: 
  - Sant Vasilij, prevere màrtir (1940).
  - Sant Jasó de Xipre, deixeble dels Apòstols;
  - Sant Constantí i Teodor; Eufrosina i Teodora, màrtirs;
  - Sant Leònida, Lívia i Eutròpia de Síria, màrtirs;
  - Sant Febrònia de Nisibis, màrtir (304);
  - Sant Orenci i els seus germans, màrtirs;
  - Sant Gal·licià el Patrici, màrtir (362);
  - Sant Martiri bisbe; Simó, monjo (s. V);
  - Sant Simeó del Sinaí (s. V);
  - Sant Barlaam Txutinskij, monjo (1192);
  - Sant Pere de Murom, príncep i monjo;
  - Sant Febrònia de Murom (1228);
  - Sant Teolept de Filadèlfia (1322);
  - Sant Jordi d'Attalia, màrtir (1832);
  - Sant Heliodor de Glinsk, eremita;
  - Sant Dionisi i Domeci de l'Atos (ca. 1380);
  - Sant Procopi d'Atos (1810);
  - Sant Nikolaj i Vasilij, màrtirs (1918);
  - Sant Nikon d'Optina, monjo (1931);

Església Evangèlica d'Alemanya
- Quilià de Würzburg, bisbe.